# أوقستي لويس أنطوان فابر
أوقستي لويس أنطوان فابر هو رجل قضاء وسياسي فرنسي، ولد في 13 أبريل 1820 في Compeyre ‏ في فرنسا، وتوفي في 15 يناير 1878 في Les Matelles ‏ في فرنسا. نشط حزبياً في بونابارتية ‏.

## مناصب
- انتخب رئيس tribunal civil d'Alès ‏ (1854 – 1862).
- انتخب mayor of Nîmes ‏ (1865 – 1867).
- انتخب نائب فرنسي.
- انتخب نائب برلماني [الإنجليزية]‏.